# Ven báilalo
«Ven bailalo» es una canción y el sencillo debut del dúo puertorriqueño de reguetón y música socca Ángel & Khriz y lanzado en su primer álbum de estudio Los MVP's. Salió en julio del 2004 a través de Rolo Estudios. La canción ocupó varias listas musicales y se posicionó en el número uno por más de tres semanas consecutivas en radios de varios países latinos y en el Billboard Latin Tracks. Fue producida por Luny Tunes y Mr. G.

## Videoclip
Se grabó en Miami, Estados Unidos y nos primeramente a un señor llegando en un camión en donde todos se meten para empezar a divertirse y después nos muestra al dúo cantando y bailando con mucha gente en una ambiente latino y playero. El vídeoclip se grabó entre enero y febrero de 2004 en ese lugar.

## Lista de canciones

### Descarga digital[6]
| Ven Báilalo (Reggaeton Mix) — Single |                               |          |  |
| N.º                                  | Título                        | Duración |  |
| 1.                                   | «Ven Báilalo (Reggaeton Mix)» | 4:11     |  |

## Listas musicales
| Lista                      | Puesto |
| -------------------------- | ------ |
| Colombia (Mix FM)          | 14     |
| España (Isla Bonita Radio) | 4      |
| México (Radio Onda Latina) | 1      |
| Perú (Radio Moda FM)       | 2      |